# Kristen Schaal

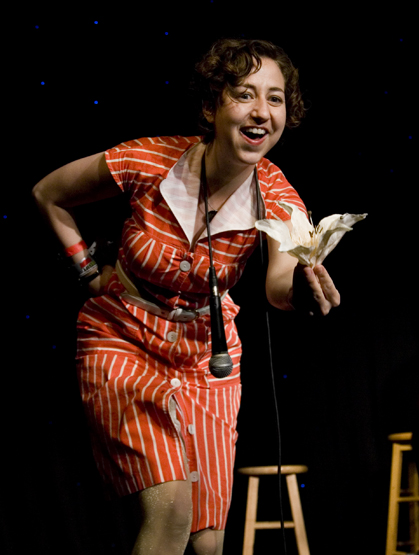
Kristen Schaal na scenie (SXSW Comedy Fest 2010)

Kristen Joy Schaal (ur. 24 stycznia 1978 w Longmont) – amerykańska aktorka, scenarzystka, producentka i stand-uperka. Ma na koncie liczne role drugoplanowe i gościnne, lecz wystąpiła też w głównych rolach, m.in. w serialach The Last Man on Earth, Bob’s Burgers i Wodogrzmoty Małe.

## Filmografia

### Filmy
| Rok  | Tytuł                                         | Rola                     | Uwagi       |
| ---- | --------------------------------------------- | ------------------------ | ----------- |
| 2001 | Kate i Leopold                                | panna Tree               |             |
| 2004 | Poster Boy                                    | Bookstore Lady #14       |             |
| 2005 | Adam i Steve                                  | Ruth                     |             |
| 2006 | W pogoni za sławą                             | Joelle                   |             |
| 2007 | Norbit                                        | organizatorka            |             |
| 2009 | Jak by to sprzedać                            | Stewardess Stacey        |             |
| 2009 | Asystent wampira                              | Gertha Teeth             |             |
| 2010 | Pewnego razu w Rzymie                         | Ilona                    |             |
| 2010 | Walentynki                                    | panna Gilroy             |             |
| 2010 | Shrek Forever                                 | czarownice (głosy)       |             |
| 2010 | Idol z piekła rodem                           | asystentka               |             |
| 2010 | Kolacja dla palantów                          | Susana                   |             |
| 2010 | Stosunki międzymiastowe                       | Barmanka                 |             |
| 2010 | Toy Story 3                                   | Trixie (głos)            |             |
| 2011 | Toy Story: Wakacje na Hawajach                | Trixie (głos)            | krótkometr. |
| 2011 | Jak po maśle                                  | Carol-Ann Stevenson      |             |
| 2011 | Muppety                                       | Moderator                |             |
| 2012 | Sleepwalk with Me                             | Cynthia                  |             |
| 2013 | Minionki rozrabiają                           | Shannon (głos)           |             |
| 2013 | Klopsiki kontratakują                         | Barb (głos)              |             |
| 2013 | Obóz integracyjny                             | Brenda                   |             |
| 2015 | Piknik z niedźwiedziami                       | Mary Ellen               |             |
| 2016 | Donald Trump's The Art of the Deal: The Movie | Gloria i Deborah (głosy) |             |
| 2016 | Szefowa                                       | Sandy Haim               |             |
| 2017 | Nocna jazda                                   | Roberta                  |             |
| 2017 | Literally, Right Before Aaron                 | Talula Orley             |             |
| 2017 | Kapitan Majtas: Pierwszy wielki film          | Edith (głos)             |             |
| 2017 | Austin Found                                  | Nancy                    |             |
| 2018 | Granice                                       | JoJo Jaconi              |             |
| 2019 | Toy Story 4                                   | Trixie (głos)            |             |
| 2020 | Mój przyjaciel szpieg                         | Bobbi                    |             |
| 2020 | Bill i Ted ratują wszechświat                 | Kelly                    |             |
| 2021 | Seal Team                                     | Beth (głos)              |             |
| 2022 | Bob's Burgers Film                            | Louise Belcher (głos)    |             |
| 2024 | Jednorożec Thelma                             | Goat Girl (głos)         |             |

### Seriale (bez ról gościnnych)
| Rok       | Tytuł                           | Rola                    | Uwagi                                   |
| --------- | ------------------------------- | ----------------------- | --------------------------------------- |
| 2001–2002 | The Education of Max Bickford   | Valerie Holmes          | 3 odc.                                  |
| 2007–09   | Flight of the Conchords         | Mel                     | 21 odc.                                 |
| 2010–15   | WordGirl                        | Victoria Best (głos)    | 5 odc.                                  |
| 2011      | Soul Quest Overdrive            | Tammy (głos)            | 5 odc.                                  |
| 2011–14   | The Heart, She Holler           | Hershe Heartshe         | 6 odc.                                  |
| od 2011   | Bob’s Burgers                   | Louise Belcher (głos)   | w gł. obsadzie nominacja do Annie Award |
| 2012–2013 | Rockefeller Plaza 30            | Hazel Wassername        | 11 odc.                                 |
| 2012–14   | Pora na przygodę!               | Jake Jr. (głos)         | 4 odc.                                  |
| 2012–16   | Wodogrzmoty Małe                | Mabel Pines (głos)      | gł. rola; 39 odc.                       |
| 2013      | Wilfred                         | Anne                    | 4 odc.                                  |
| 2013      | The Hotwives of Orlando         | Amanda Simmons          | 7 odc.                                  |
| 2014–20   | BoJack Horseman                 | Sarah Lynn i inne głosy | 14 odc. nominacja do Nagrody Emmy       |
| 2015–18   | The Last Man on Earth           | Carol Pilbasian         | gł. rola; 65 odc.                       |
| 2019      | Squinters                       | Tina                    | 6 odc.                                  |
| od 2019   | Co robimy w ukryciu             | The Guide               | rola powracająca                        |
| 2020      | Death Hacks                     | Molly (głos)            | 10 odc.                                 |
| 2021–22   | The Mysterious Benedict Society | Number Two              | w gł. obsadzie                          |
| 2021–22   | Big Mouth                       | Bernie Sanders (głos)   | 6 odc.                                  |